# Juncus capensis
Juncus capensis är en tågväxtart som beskrevs av Carl Peter Thunberg. Juncus capensis ingår i släktet tåg, och familjen tågväxter. IUCN kategoriserar arten globalt som livskraftig. Inga underarter finns listade i Catalogue of Life.